# Ямайка на летних Олимпийских играх 1968
Ямайка принимала участие в Летних Олимпийских играх 1968 года в Мехико (Мексика) в шестой раз за свою историю, и завоевала одну серебряную медаль. Сборную страны представляли 5 женщин.

## Серебро
- Лёгкая атлетика, мужчины, 100 метров — Леннокс Миллер.